# أولاد عزوز (أهل أنكاد)
أولاد عزوز هي إحدى مشيخات المملكة المغربية، تتبع جغرافيا لعمالة وجدة أنكاد وإداريًا لأهل أنكاد. يقدر عدد سكانها بـ 13020 نسمة حسب الإحصاء الرسمي للسكان والسكنى لسنة 2004.